# Blinded (canção de Marya Roxx)
"Blinded" é o terceiro single da cantora Marya Roxx, e foi lançado no dia 12 de setembro de 2011 no formato download digital nos notórios sites CD Baby, Amazon e iTunes.
Apesar da canção nunca ter sido lançada oficialmente antes, ela já era tocada em apresentações ao vivo desde 2009, sendo bastante conhecida pelos fãs da cantora, que pediam o lançamento da canção como single.

## Faixas
| N.º | Título    | Compositor(es) | Duração |  |
| 1.  | "Blinded" | Marya Roxx     | 4:35    |  |